# Ethan Horton
Ethan Shane Horton (Kannapolis, 19 dicembre 1962) è un ex giocatore di football americano statunitense che ha militato nel ruolo di tight end nella National Football League (NFL).

## Carriera
Horton fu selezionato dai Kansas City Chiefs come quindicesimo assoluto Draft NFL 1985. Nella sua stagione da rookie ricevette 28 passaggi ma come running back corse solo 146 yard. Venne presto considerato una scelta del draft non andata a buon fine e fu svincolato alla fine del primo anno. Nel 1987 firmò con i Los Angeles Raiders ma disputò solo quattro gare e fu svincolato durante il training camp 1988. Fece ritorno alla sua alma mater di North Carolina come consulente atletico ma fu richiamato dai Raiders nel 1989 dal proprietario Al Davis, che lo spostò nel ruolo di tight end. Anche se giocò sporadicamente nel 1989, il cambio di posizione iniziò a dare i suoi frutti nel 1990, quando ricevette 33 passaggi e segnò un touchdown su una ricezione da 41 yard nel divisional round dei playoff.
Horton disputò la sua miglior stagione nel 1991, quando ricevette 53 passaggi per 650 yard e 5 touchdown, venendo convocato per il Pro Bowl. Nelle successive due stagioni con i Raiders ricevette 77 passaggi, prima di concludere la carriera nel 1994 con i Washington Redskins.

## Palmarès
- Convocazioni al Pro Bowl: 1

1991